# Kristis Andreu
Kristis Andreu (gr. Κρίστης Ανδρέου, ur. 12 sierpnia 1994 w Limassolu) – cypryjski piłkarz grający na pozycji napastnika w cypryjskim klubie Aris Limassol. Były młodzieżowy reprezentant Cypru.

## Sukcesy

### Klubowe
AEL Limassol
- Mistrzostwo Cypru: 2011/2012

Žalgiris Wilno
- Mistrzostwo Litwy: 2014, 2015